# Eric Langton
Eric Kemp Langton (ur. 1907 w Leeds, zm. 2001 w Perth) – brytyjski żużlowiec.

## Życiorys
Czterokrotny finalista IMŚ. Zdobył srebrny medal w roku 1936 w Londynie na stadionie Wembley.

## Przynależność klubowa
Wielka Brytania
- Belle Vue Aces (1930–1947)

## Osiągnięcia
| Osiągnięcia:                                  | Osiągnięcia: | 1 raz •                                                   | 1 raz •                                                   | 1 raz •                                                   | 1 raz • |
| Sezon                                         | Miasto       | Msc                                                       | Pkt                                                       | Biegi                                                     | Uwagi   |
| ↓ W barwach reprezentacji Wielkiej Brytanii ↓ |              |                                                           |                                                           |                                                           |         |
| 1936                                          | Londyn       | 2                                                         | 26+2                                                      | 13+ (3,3,3,2,2) +2                                        |         |
| 1937                                          | Londyn       | 10                                                        | 16                                                        | 12+ (1,0,0,3,0)                                           |         |
| 1938                                          | Londyn       | 8                                                         | 13                                                        | 7+ (1,2,2,3,0)                                            |         |
| 1939                                          | Londyn       | Turniej odwołany z powodu wybuchu drugiej wojny światowej | Turniej odwołany z powodu wybuchu drugiej wojny światowej | Turniej odwołany z powodu wybuchu drugiej wojny światowej |         |